# Mariposa
As mariposas (português brasileiro) ou traças (português europeu), também conhecidas por borboletas nocturnas,  são um grupo de insetos que inclui todos os membros da ordem Lepidoptera que não são borboletas. Em algumas regiões, os espécimes de maior tamanho e de coloração escura são chamados de "bruxas". Eles foram previamente classificados como subordem Heterocera, mas o grupo é parafilético em relação às borboletas (subordem Rhopalocera) e nenhum táxon subordinado é usado nas classificações modernas. As mariposas constituem a grande maioria da ordem. Existem aproximadamente 160 000 espécies, de mariposas muitas das quais ainda não foram descritas. A maioria das espécies de mariposas são noturnas, embora também existam espécies crepusculares e diurnas.

## Diferenças entre borboletas e mariposas

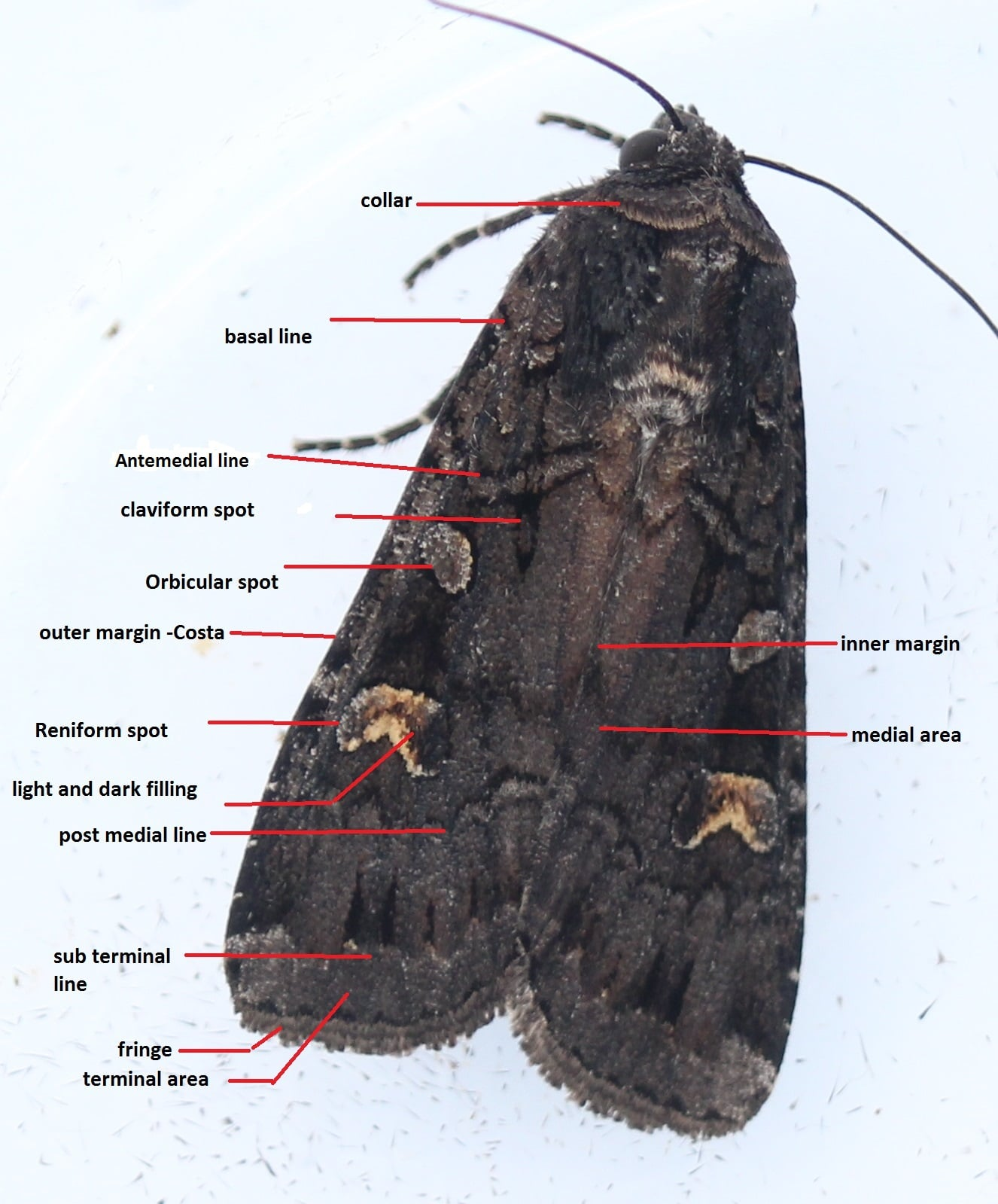
Características básicas de identificação de traças

Enquanto as borboletas formam um grupo monofilético, as mariposas, que compõem o resto dos lepidópteros, não. Muitas tentativas foram feitas para agrupar as superfamílias de lepidópteros em grupos naturais, a maioria das quais falha porque um dos dois grupos não é monofilético: Microlepidoptera e Macrolepidoptera, Heterocera e Rhopalocera, Jugatae e Frenatae, Monotrysia, e Ditrysia.
Embora as regras para distinguir mariposas de borboletas não estejam bem estabelecidas, um princípio orientador muito bom é que as borboletas têm antenas finas e (com exceção da família Hedylidae) têm pequenas bolas ou tacos no final de suas antenas. As antenas das mariposas são geralmente emplumadas, sem bola na extremidade. As divisões são nomeadas por este princípio: "antenas claviformes" (Rhopalocera) ou "antenas variadas" (Heterocera). Os lepidópteros evoluíram pela primeira vez durante o período Carbonífero, mas só evoluíram sua probóscide característica junto com o surgimento das angiospermas no período Cretáceo.

## Etimologia
A palavra "mariposa" é de origem castelhana e é composta de uma apócope de "Maria" (Mari) e do imperativo do verbo posar (em português pousar), "posa".
Em Portugal, no entanto, o termo "mariposa" é mais comumente utilizado como sinônimo para as borboletas. O termo "traça" refere-se mais especificamente às mariposas da família dos tineídeos. Já no Brasil, por sua vez, traça refere-se a lepismas e é a denominação de pequenos animais (Tineola uterella) cujas larvas vivem em casulos chatos com uma abertura em cada extremidade, pela qual a larva sai com parte de seu corpo para se movimentar, por exemplo, nas paredes, na qual fica pendente.

## Lagarta

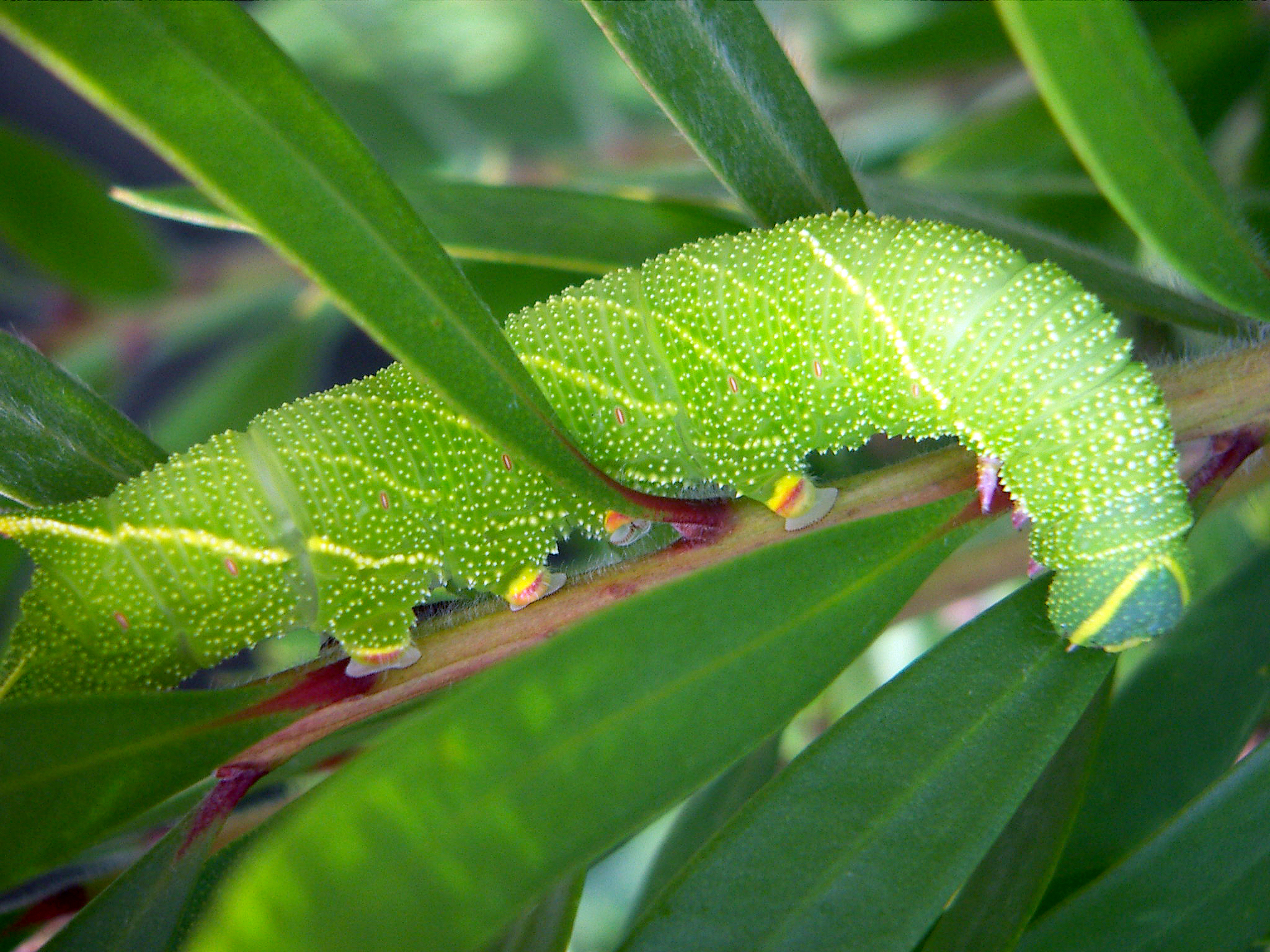
Lagarta da mariposa-falcão (Laothoe populi)

Larvas de mariposa, ou lagartas, entram no estado de pupa, onde irão se desenvolver até sair na fase adulta já com asas. Algumas lagartas de mariposa fazem buracos no chão, onde ficam até se tornarem mariposas adultas.

## História
As mariposas evoluíram muito antes das borboletas; foram encontrados fósseis de mariposas que podem ter 190 milhões de anos. Acredita-se que ambos os tipos de lepidópteros tenham co-evoluído com plantas com flores, principalmente porque a maioria das espécies modernas, tanto como adultas quanto como larvas, se alimentam de plantas com flores. Uma das primeiras espécies conhecidas que se acredita ser um ancestral das mariposas é a Archaeolepis mane. Seus fragmentos fósseis mostram asas escamosas semelhantes a moscas em suas veias.

## Economia

### Significado para os humanos

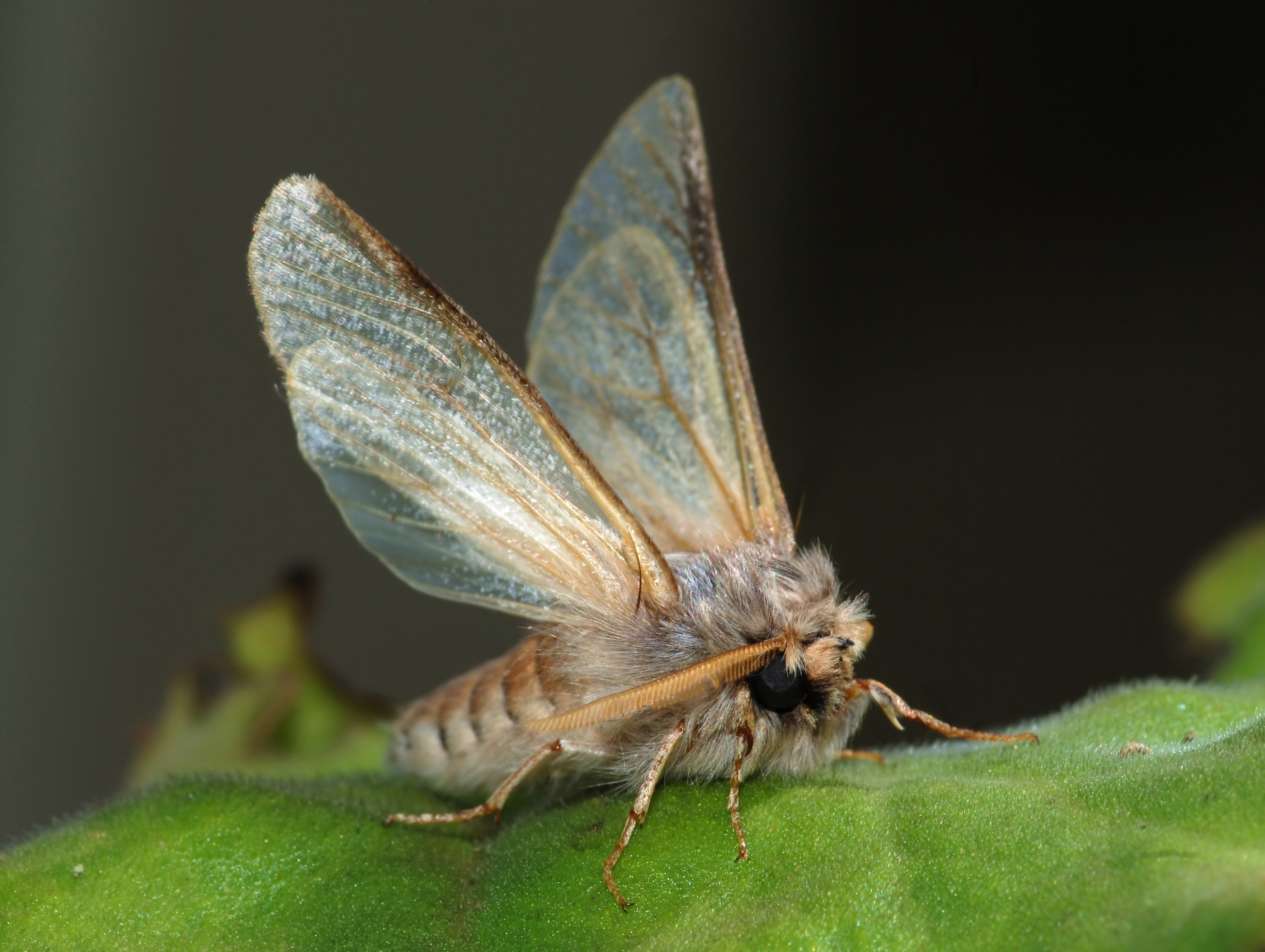
Uma processionária-do-pinheiro (Thaumetopoea pityocampa). Esta espécie é uma praga florestal grave quando em seu estado larval. Observe a cerda saltando da parte inferior da asa posterior (frênulo) e correndo para a frente para ser segurada em uma pequena captura da asa anterior, cuja função é unir as asas.

Algumas mariposas, particularmente suas lagartas, podem ser grandes pragas agrícolas em muitas partes do mundo. Em climas tropicais e subtropicais, a traça-das-crucíferas (Plutella xylostella) é talvez a praga mais séria das culturas de brássicas. Também na África Subsaariana, a broca-da-cana africana é uma praga importante da cana-de-açúcar, do milho e do sorgo.
Várias mariposas da família Tineidae são comumente consideradas pragas porque suas larvas comem tecidos como roupas e cobertores feitos de fibras proteicas naturais, como lã ou seda. Elas são menos propensas a comer materiais mistos contendo algumas fibras artificiais. Há alguns relatos de que elas podem ser repelidos pelo cheiro de madeira de zimbro e cedro, por lavanda ou por outros óleos naturais; no entanto, muitos consideram improvável que isso evite a infestação. O naftaleno (o produto químico usado na naftalina) é considerado mais eficaz, mas há preocupações sobre seus efeitos na saúde humana.
Apesar de ser comumente pensado para ser realizado por todas as mariposas as larvas de várias espécies de mariposas comem fibras animais, criando buracos em peças de roupa, em particular aquelas feitas de lã. A maioria das espécies não come tecidos, e algumas mariposas adultas nem comem. Alguns, como a Luna, Polyphemus, Atlas, Promethea , cecropia e outras mariposas grandes não têm partes bucais. Isso é possível porque eles vivem dos estoques de alimentos de quando eram lagartas e vivem pouco tempo quando adultos (cerca de uma semana para algumas espécies).  Muitas espécies de mariposas adultas, no entanto, comem: por exemplo, muitas bebem néctar.
Itens de tecido infestados por larvas de mariposas podem ser tratados congelando-os por vários dias a uma temperatura abaixo de -8 °C (18 °F).
Algumas mariposas são cultivadas por seu valor econômico. O mais notável deles é o bicho-da-seda, a larva da mariposa domesticada Bombyx mori. É cultivado pela seda com a qual constrói seu casulo. A partir de 2002, a indústria da seda produz mais de 130 milhões de quilos de seda crua, no valor de cerca de 250 milhões de dólares americanos, a cada ano.
Nem toda seda é produzida por Bombyx mori. Existem várias espécies de Saturniidae que também são cultivadas por sua seda, como a mariposa-ailanto (grupo de espécies Samia cynthia), a mariposa-da-seda-chinesa (Antheraea pernyi), a mariposa-da-seda-de-Assam (Antheraea assamensis) e a mariposa-da-seda-japonesa (Antheraea yamamai). 
As larvas de muitas espécies são usadas como alimento, principalmente na África, onde são uma importante fonte de nutrição. O verme mopane, a lagarta de Gonimbrasia belina, da família Saturniidae, é um recurso alimentar significativo no sul da África. Outro saturnídeo usado como alimento é o Usta terpsichore. Em apenas um país, o Congo, mais de 30 espécies de larvas de mariposas são colhidas. Alguns são vendidos não apenas nos mercados locais das aldeias, mas são enviados por tonelada de um país para outro.

### Predadores e parasitas

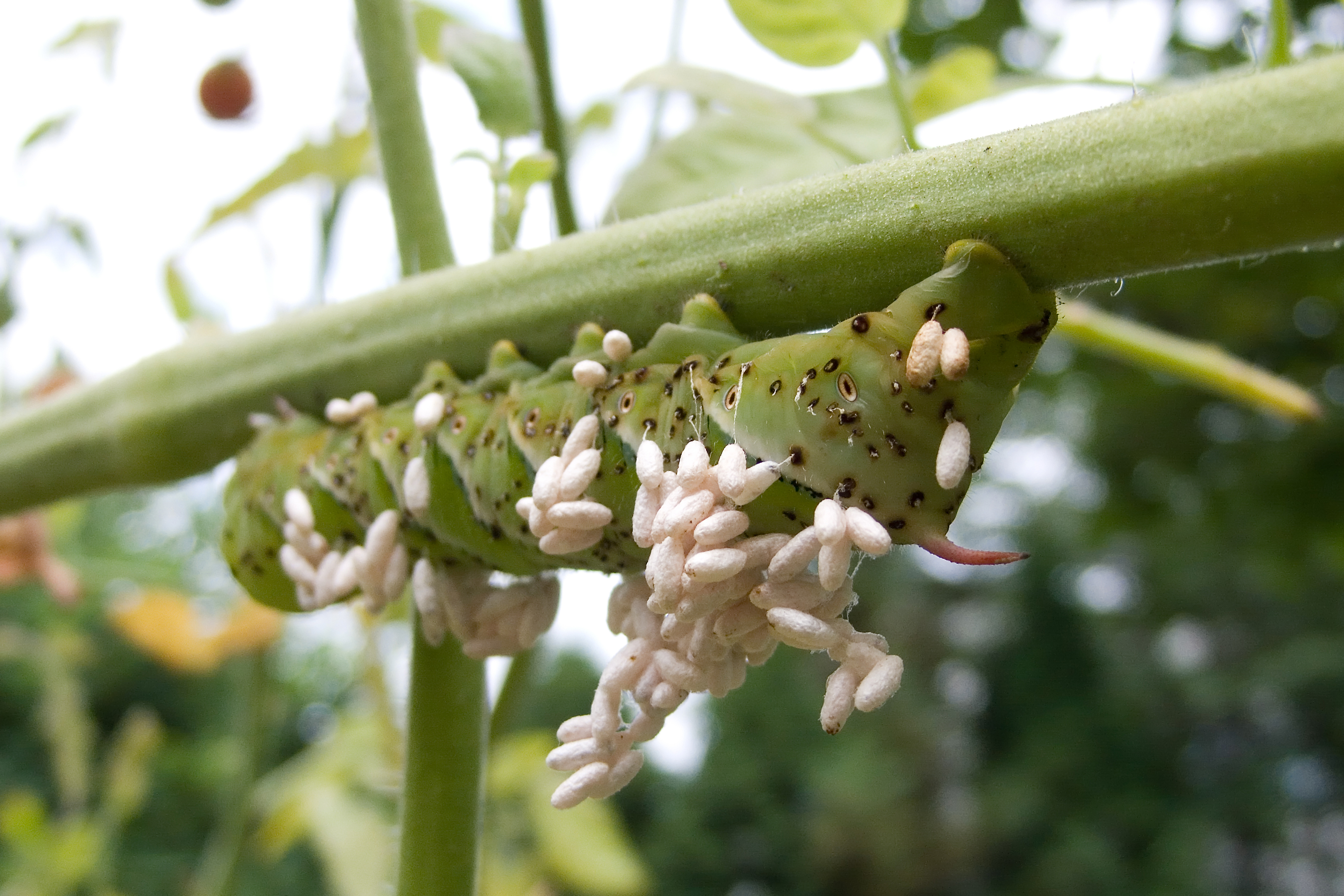
A lagarta da Mandarová do fumo (Manduca sexta) parasitada por vespas braconídeas

Os insetívoros noturnos geralmente se alimentam de mariposas; Estes incluem alguns morcegos, algumas espécies de corujas e outras espécies de pássaros. As mariposas também são comidas por algumas espécies de lagartos, anfíbios, gatos, cães, roedores e alguns ursos. As larvas de mariposas são vulneráveis a serem parasitadas por Ichneumonidae.
Os baculovírus são vírus de insetos de DNA de fita dupla parasita que são usados principalmente como agentes de controle biológico. Eles são membros da família Baculoviridae, uma família restrita a insetos. A maioria dos isolados de baculovírus foi obtida de insetos, em particular de lepidópteros.
Há evidências de que o ultrassom na faixa emitida por morcegos faz com que as mariposas voadoras façam manobras evasivas. As frequências ultrassônicas desencadeiam uma ação reflexa na mariposa noctuoidea que faz com que ela caia alguns centímetros ou polegadas em seu vôo para evitar o ataque, e as mariposas-tigre podem emitir cliques para frustrar a ecolocalização dos morcegos.
O fungo Ophiocordyceps sinensis infecta as larvas de muitas espécies diferentes de mariposas.

## Importância ecológica
As mariposas, como borboletas, abelhas e outros insetos polinizadores mais popularmente reconhecidos, desempenham um papel essencial como polinizadores para muitas plantas com flores, incluindo espécies que as abelhas não visitam. As mariposas noturnas voam de flor em flor para se alimentar de néctar durante a noite, assim como seus parentes diurnos fazem durante o dia. Um estudo realizado no Reino Unido encontrou mariposas polvilhadas com pólen de 47 espécies de plantas diferentes, incluindo sete espécies amplamente ignoradas pelas abelhas. Alguns estudos indicam que certas espécies de mariposas, como as pertencentes às famílias Erebidae e Sphingidae, podem ser os principais polinizadores de algumas plantas com flores no ecossistema do Himalaia. Os papéis das mariposas como polinizadores foram estudados com menos frequência do que os dos polinizadores diurnos, mas estudos recentes estabeleceram que as mariposas são polinizadores noturnos importantes, mas muitas vezes esquecidos, de uma ampla gama de plantas. Alguns pesquisadores dizem que é provável que muitas plantas que se acredita dependerem das abelhas para a polinização também dependam de mariposas, que historicamente têm sido menos observadas porque polinizam principalmente à noite.

## Atração pela luz

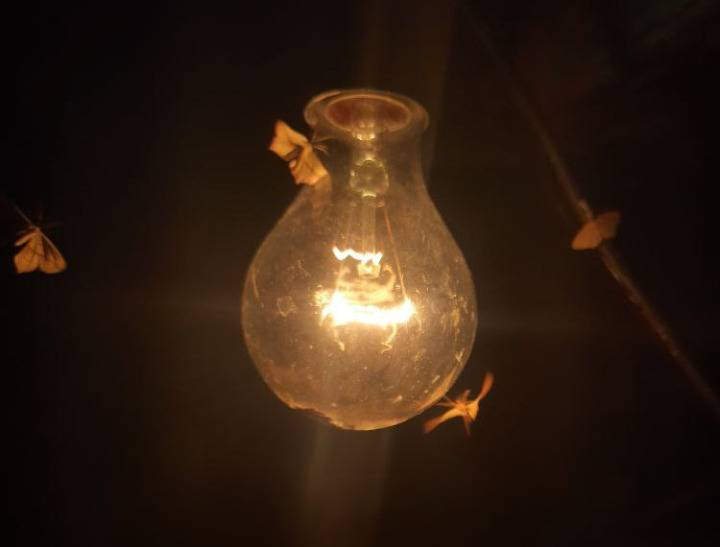
Mariposas circulando uma lâmpada elétrica

As mariposas frequentemente parecem circular luzes artificiais. A razão para esse comportamento (fototaxia positiva) é atualmente desconhecida.
Uma hipótese é chamada de orientação celestial ou transversal. Ao manter uma relação angular constante com uma luz celestial brilhante, como a lua, eles podem voar em linha reta. Os objetos celestes estão tão distantes que, mesmo depois de percorrer grandes distâncias, a mudança de ângulo entre a mariposa e a fonte de luz é insignificante; além disso, a lua estará sempre na parte superior do campo visual, ou no horizonte. Quando uma mariposa encontra uma luz artificial muito mais próxima e a usa para navegação, o ângulo muda visivelmente após apenas uma curta distância, além de estar frequentemente abaixo do horizonte. A mariposa instintivamente tenta corrigir virando-se em direção à luz, fazendo com que as mariposas no ar despenquem para baixo e resultando em uma trajetória de vôo em espiral que se aproxima cada vez mais da fonte de luz.
Estudos descobriram que a poluição luminosa causada pelo aumento do uso de luzes artificiais levou a um declínio severo na população de mariposas em algumas partes do mundo ou interrompeu severamente a polinização noturna.

## Mariposas notáveis
- Mariposa Atlas (Attacus atlas), uma das maiores mariposas do mundo
- Mariposa-imperador (Thysania agrippina), o lepidóptero com a maior envergadura
- Rainha-de-Madagáscar (Chrysiridia rhipheus), considerada uma das mais impressionantes e belas lepidópteras[38]
- A borboleta-caveira (Acherontia spp.), está associada ao sobrenatural e ao mal e tem sido destaque em arte e filmes
- Mariposa Apimentada (Biston betularia), objeto de um conhecido estudo sobre seleção natural
- Mariposa-lua (Actias luna)
- Traça de Bogongo (Agrotis infusa), conhecida por ter sido uma fonte de alimento para os aborígenes australianos do sudeste
- Bella Moth (Utetheisa ornatrix), objeto de numerosos estudos comportamentais sobre seleção sexual

### Espécies de mariposas que podem causar danos econômicos significativos
- Mariposa esponjosa (Lymantria dispar), uma espécie invasora de árvores de madeira dura na América do Norte
- Traça de Inverno (Operophtera brumata), uma espécie invasora que ataca árvores de madeira dura, cranberry e mirtilo no nordeste da América do Norte
- Mariposa-da-farinha (Plodia interpunctella), uma das principais pragas de grãos e farinha
- Traça-da-maçã (Cydia pomonella), uma praga principalmente de macieiras, pereiras e nogueiras
- Traça da cera (Galleria mellonella, Achroia grisella), pragas das colmeias
- Duponchelia fovealis, uma nova praga invasora de vegetais e plantas ornamentais nos Estados Unidos

## Galeria

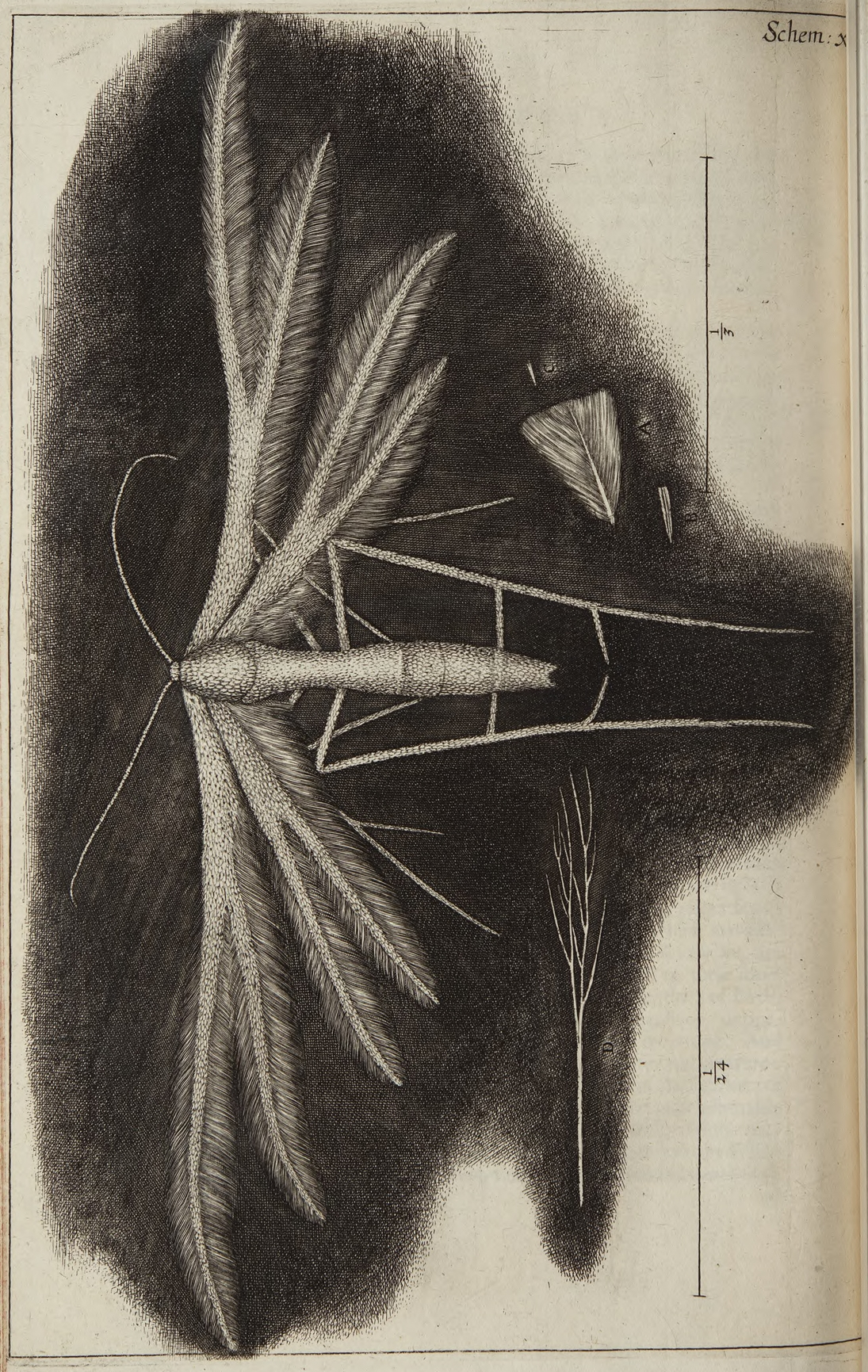
Diagrama de uma mariposa pluma da Micrographia de Robert Hooke
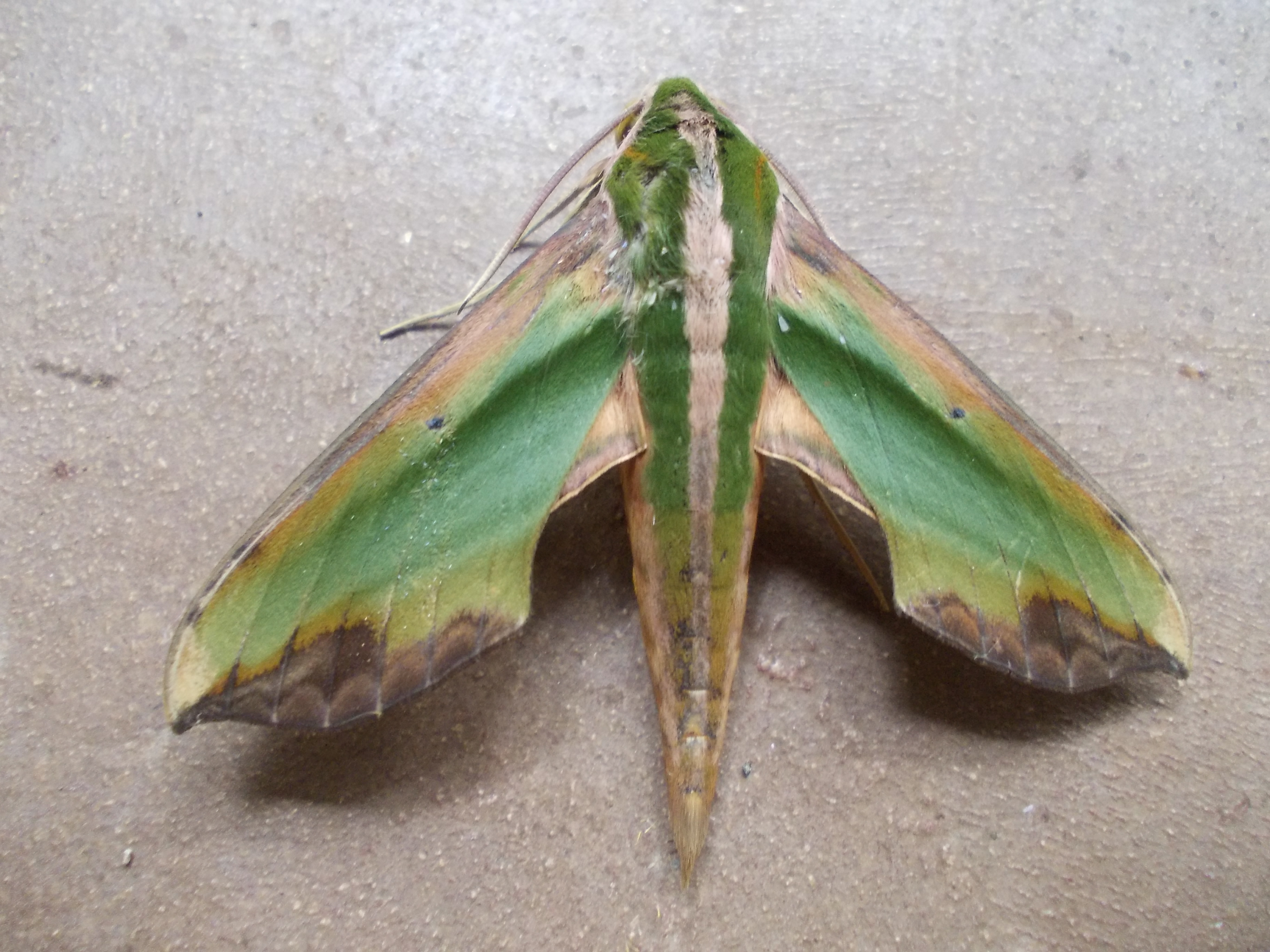
Mariposa camuflada (Pergesa acteus)
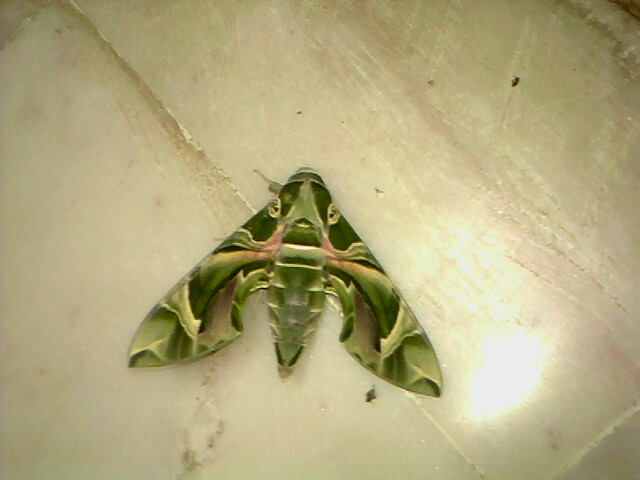
Mariposa-falcão-oleandro ou mariposa verde-exército (Daphnis nerii)
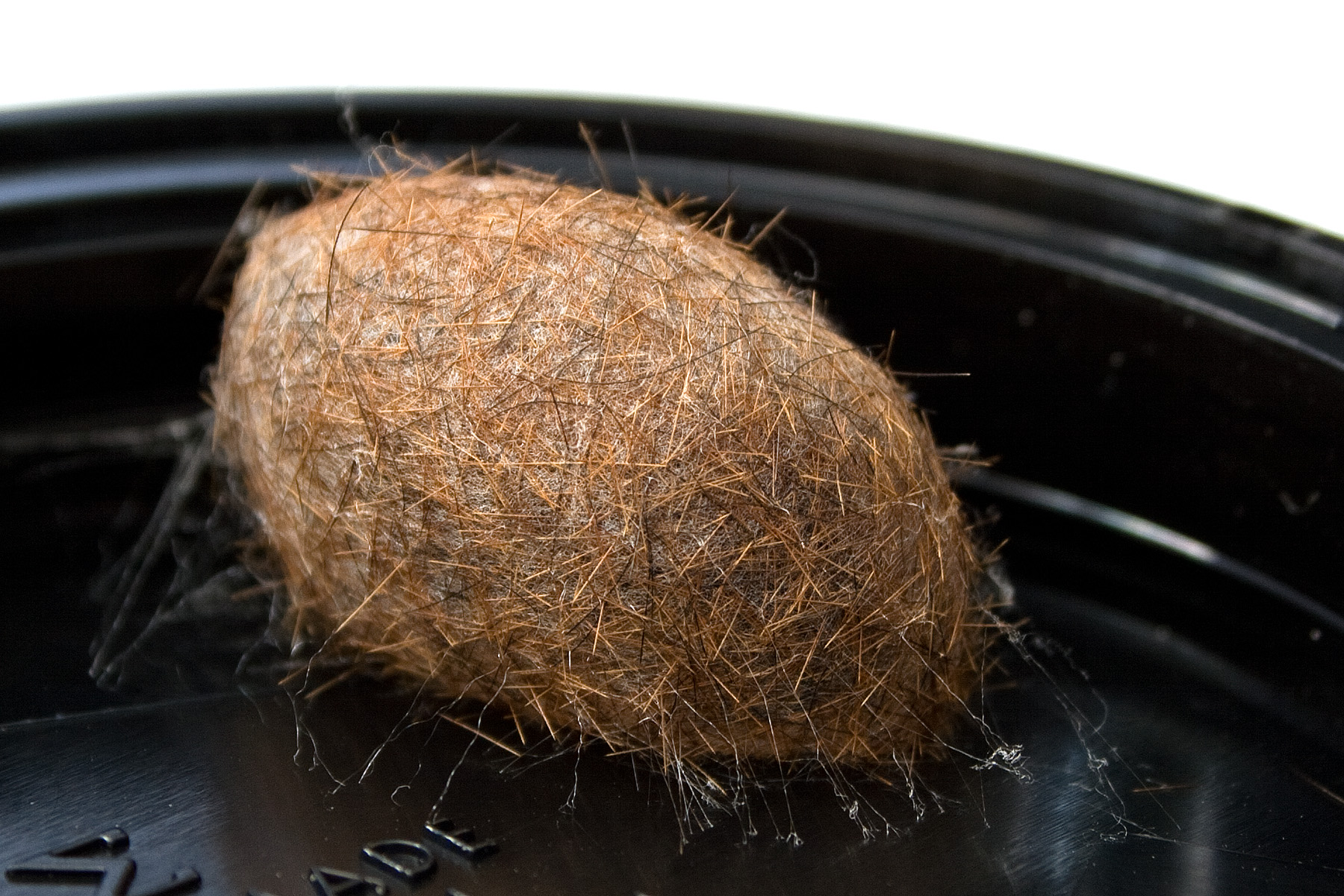
Casulo de uma mariposa
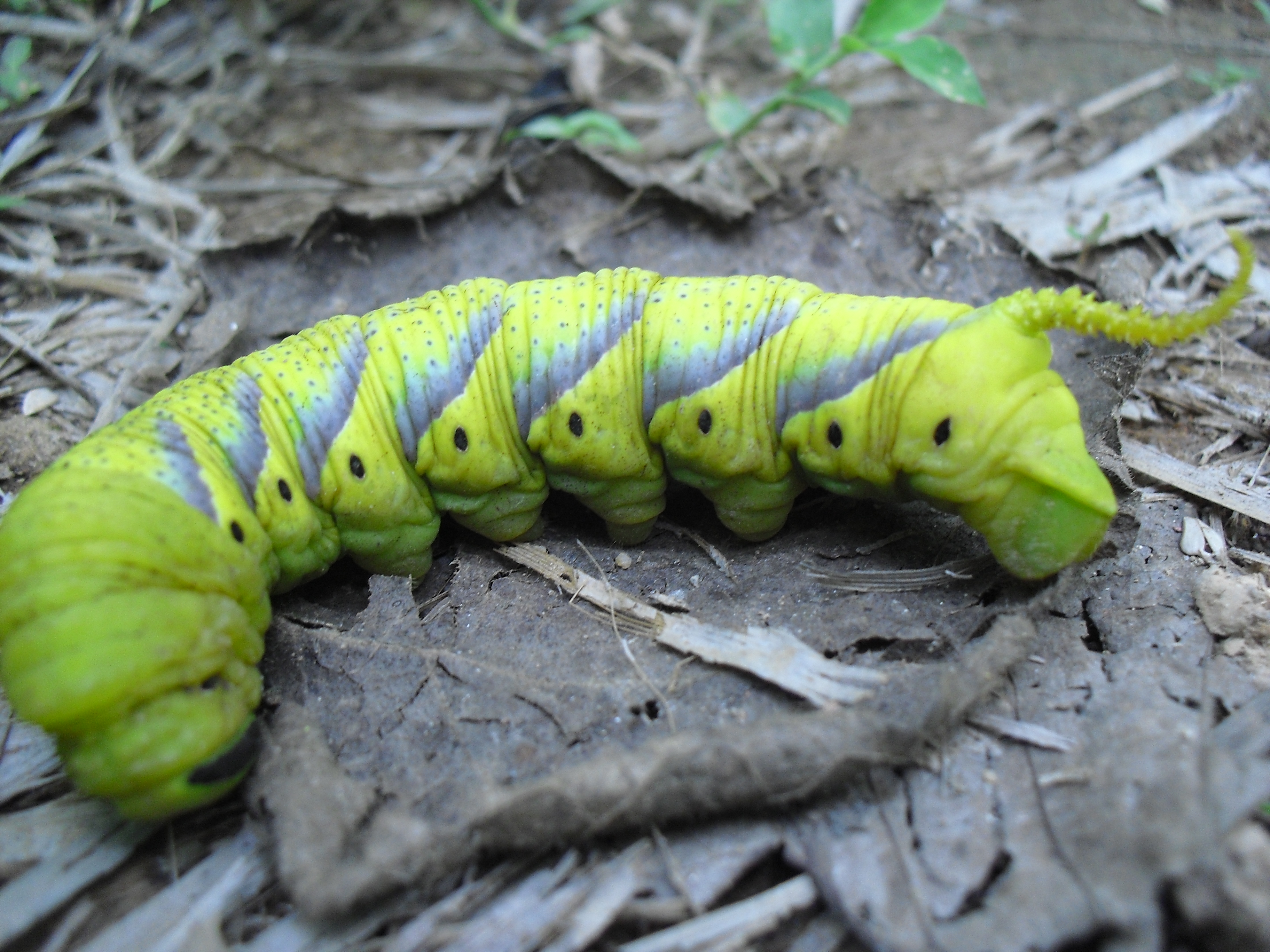
Uma lagarta da borboleta-caveira
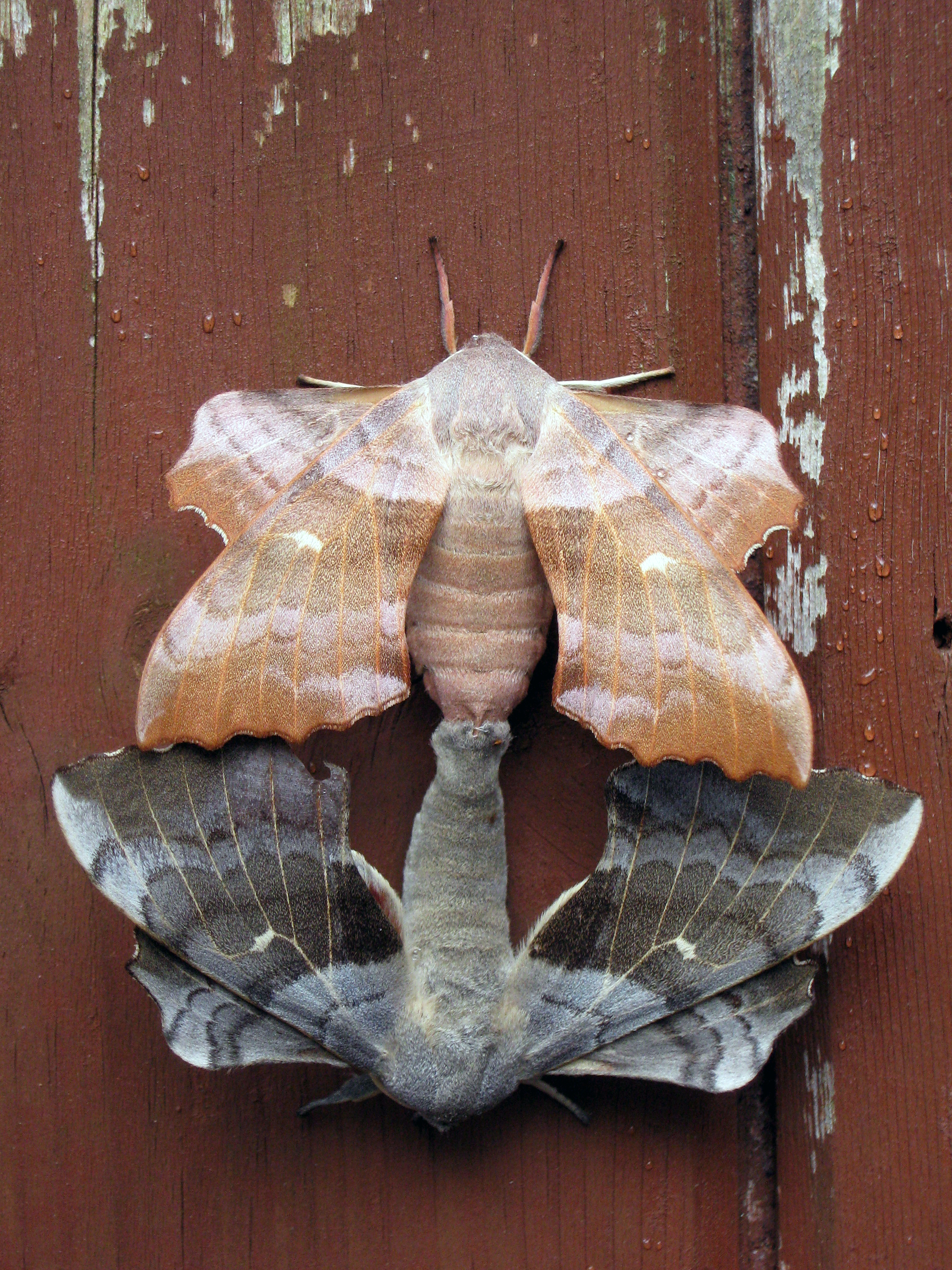
Par de acasalamento de Laothoe populi mostrando duas variantes de cores diferentes
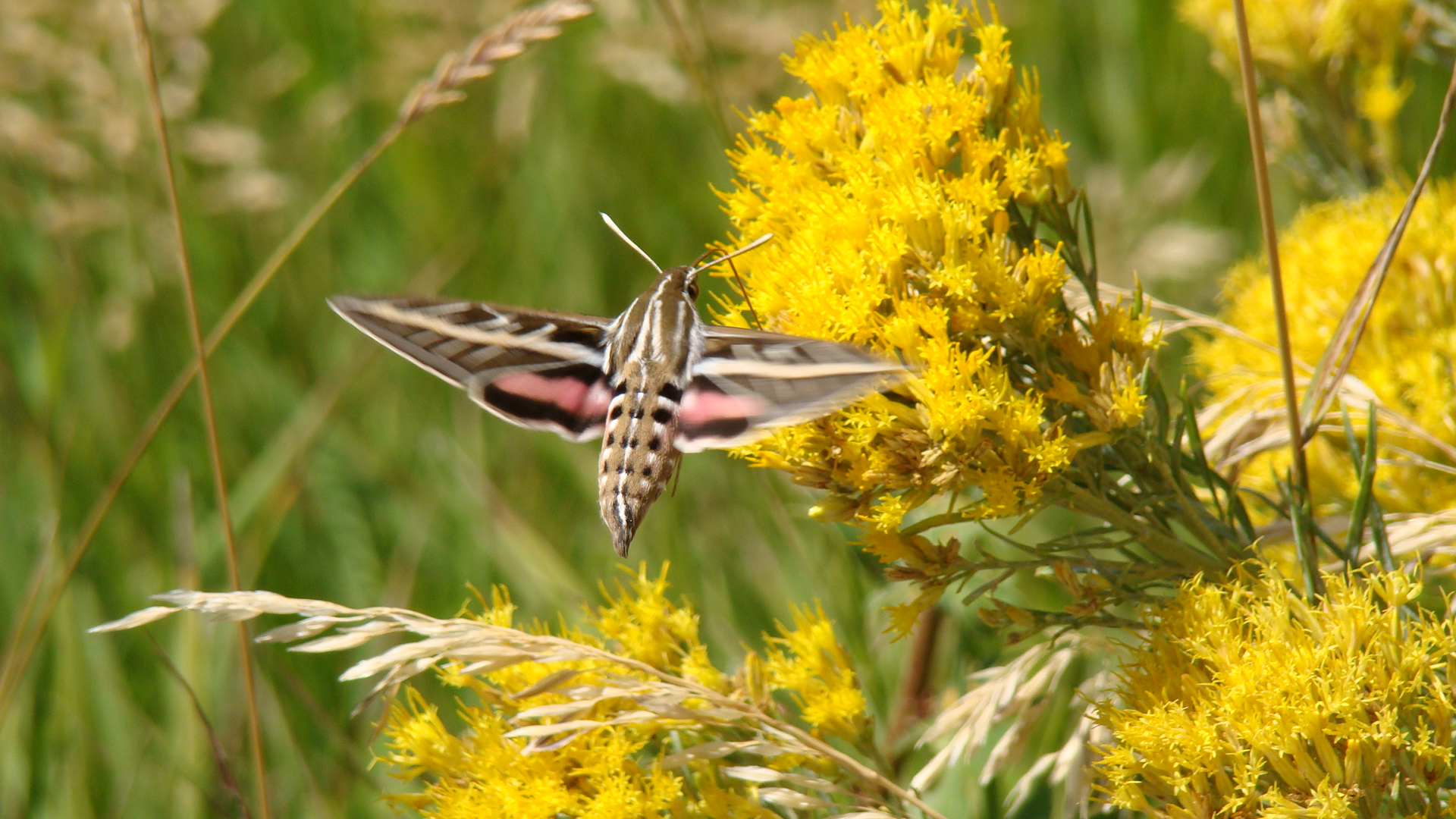
Mariposa esfinge de linhas brancas no Colorado, Estados Unidos
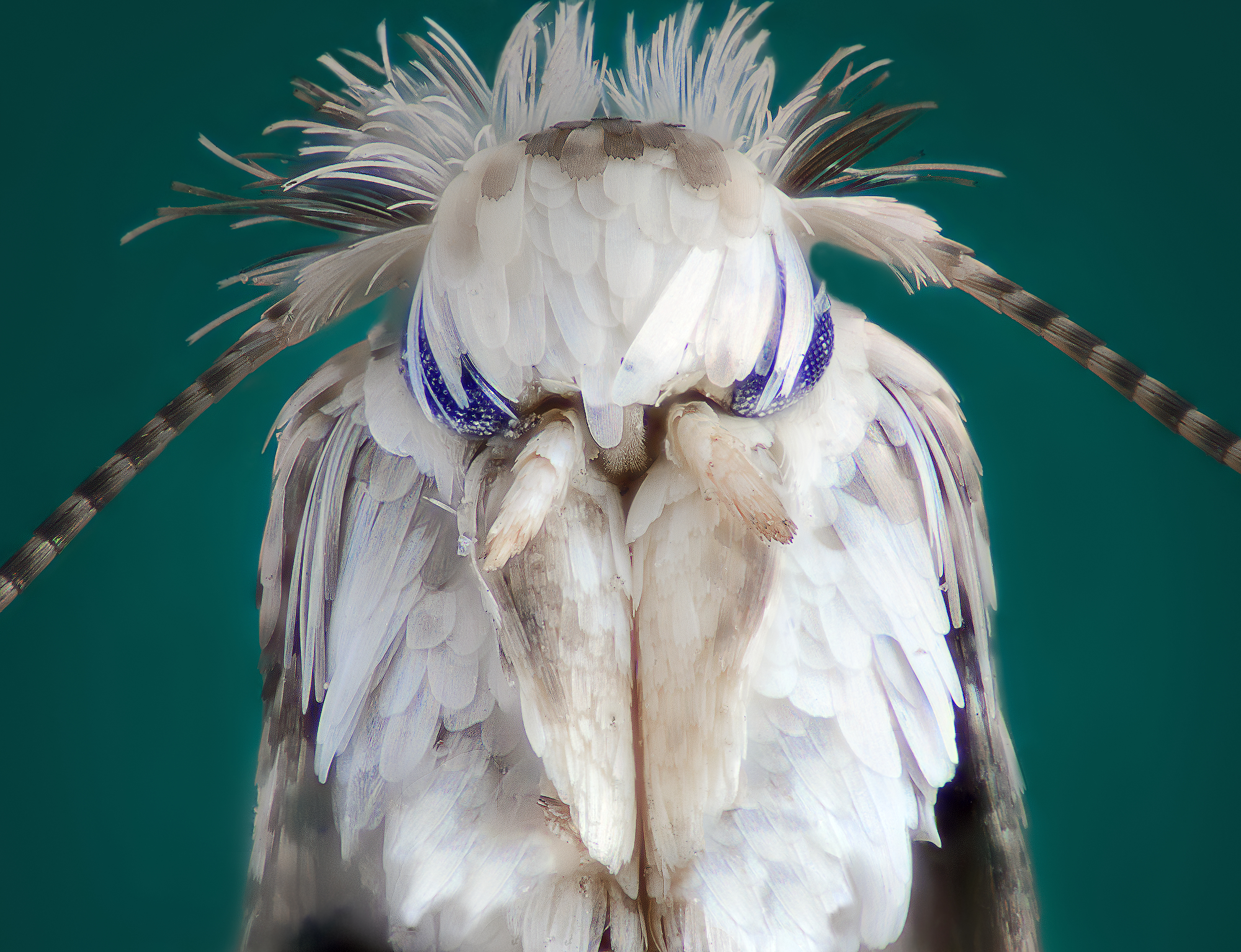
Vista de perto de uma traça-das-roupas-comum
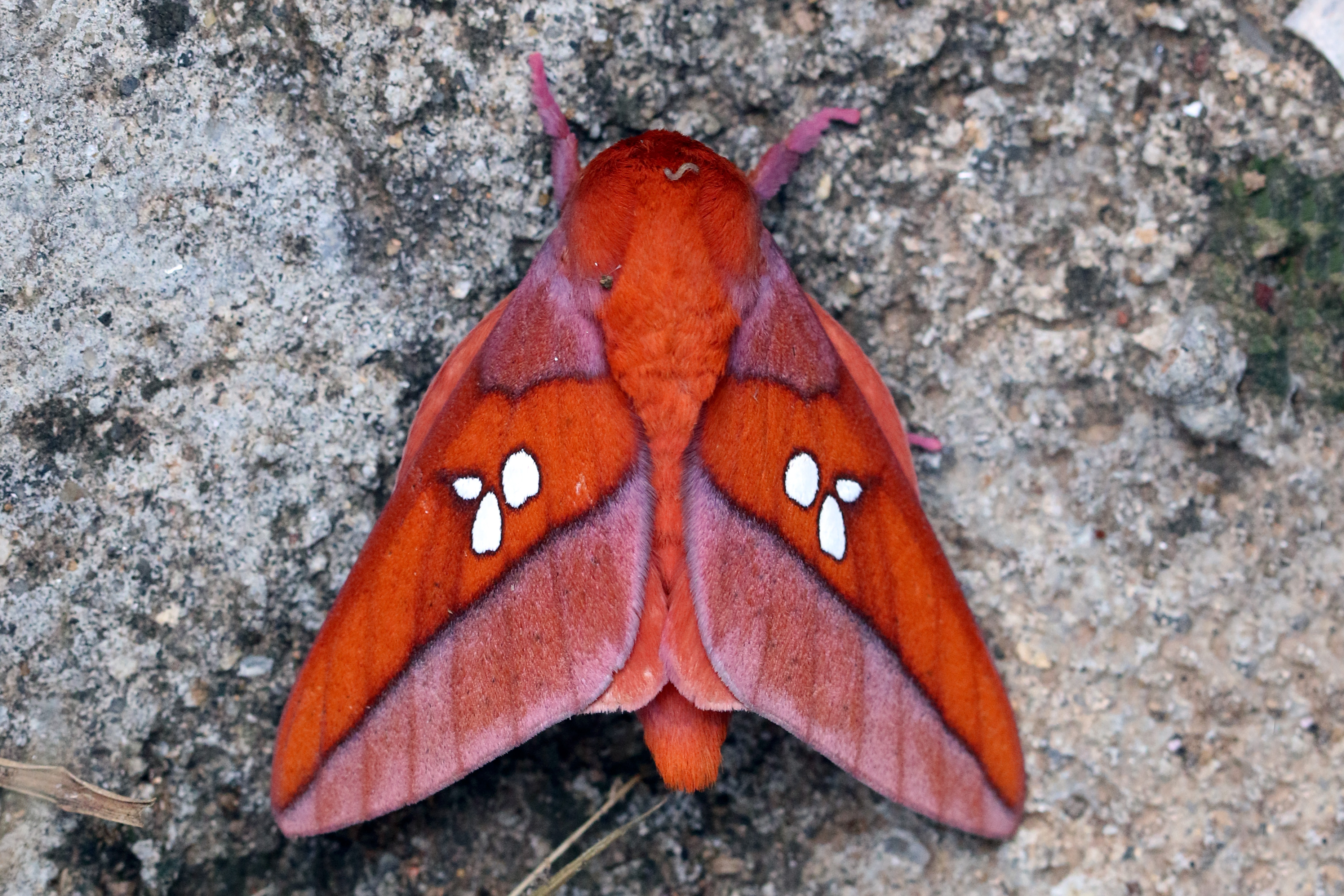
Mariposa Gigante de Seda (Adelowalkeria tristygma)
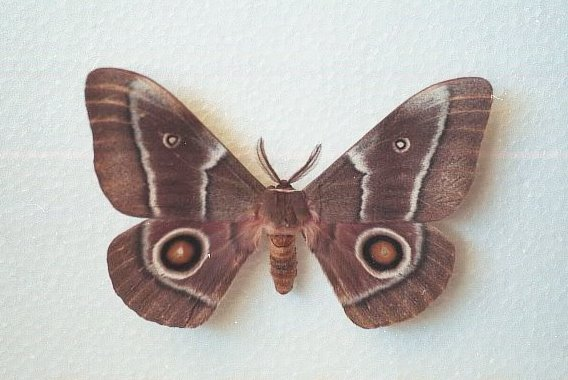
Mariposa imperador adulta (Gonimbrasia belina)
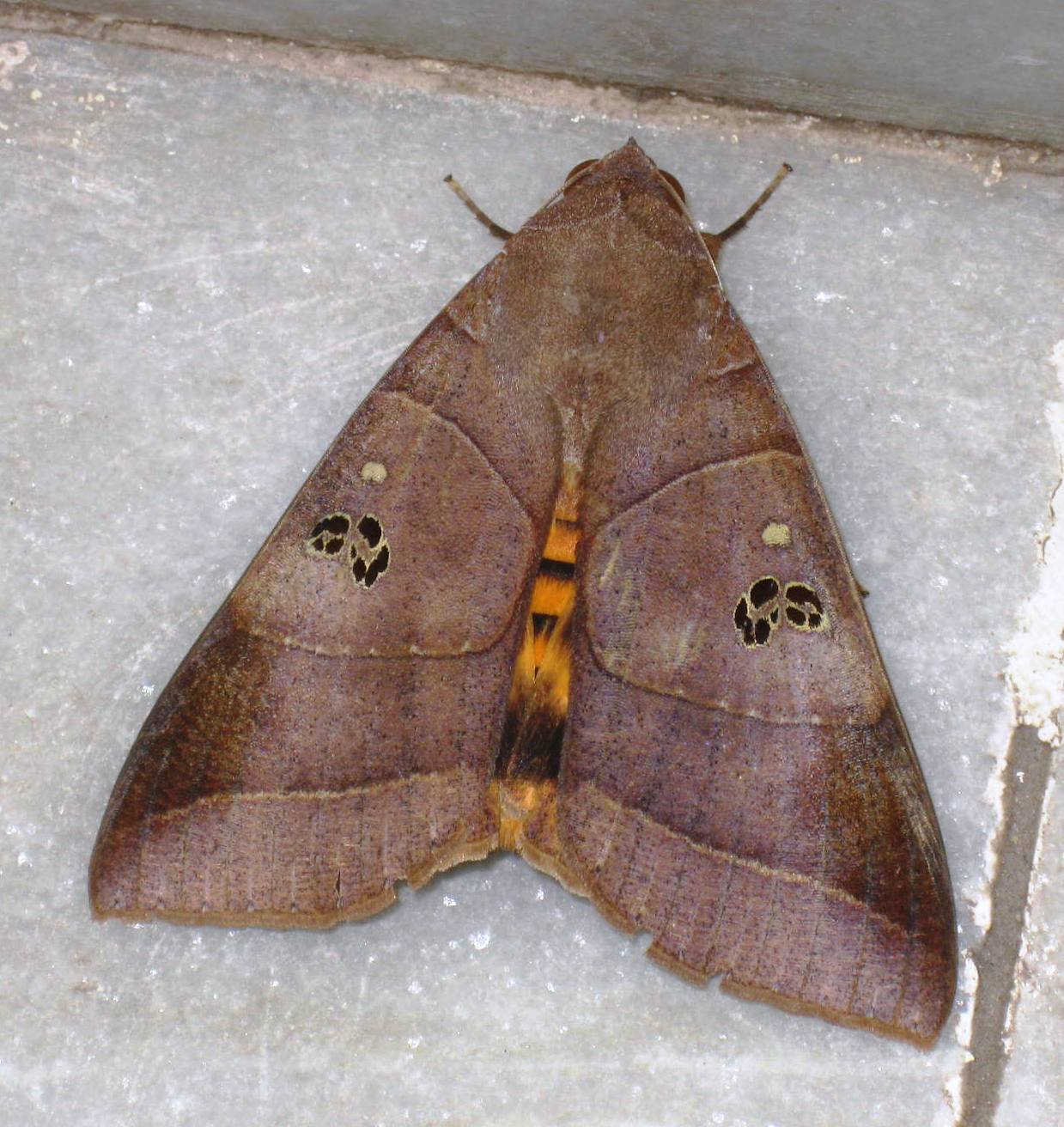
Uma mariposa em um piso de mármore em Calcutá, Índia
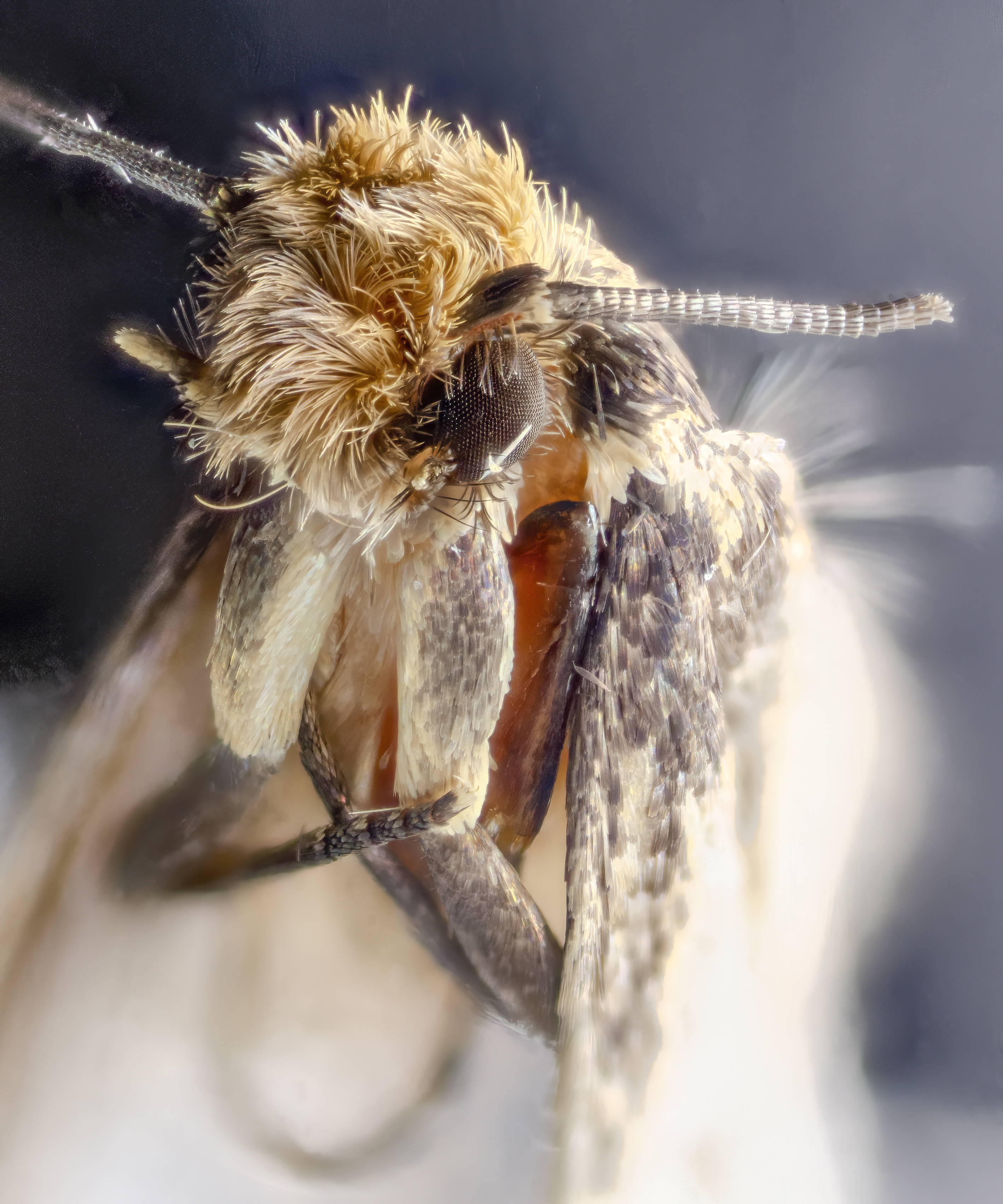
Traça de roupa, olho
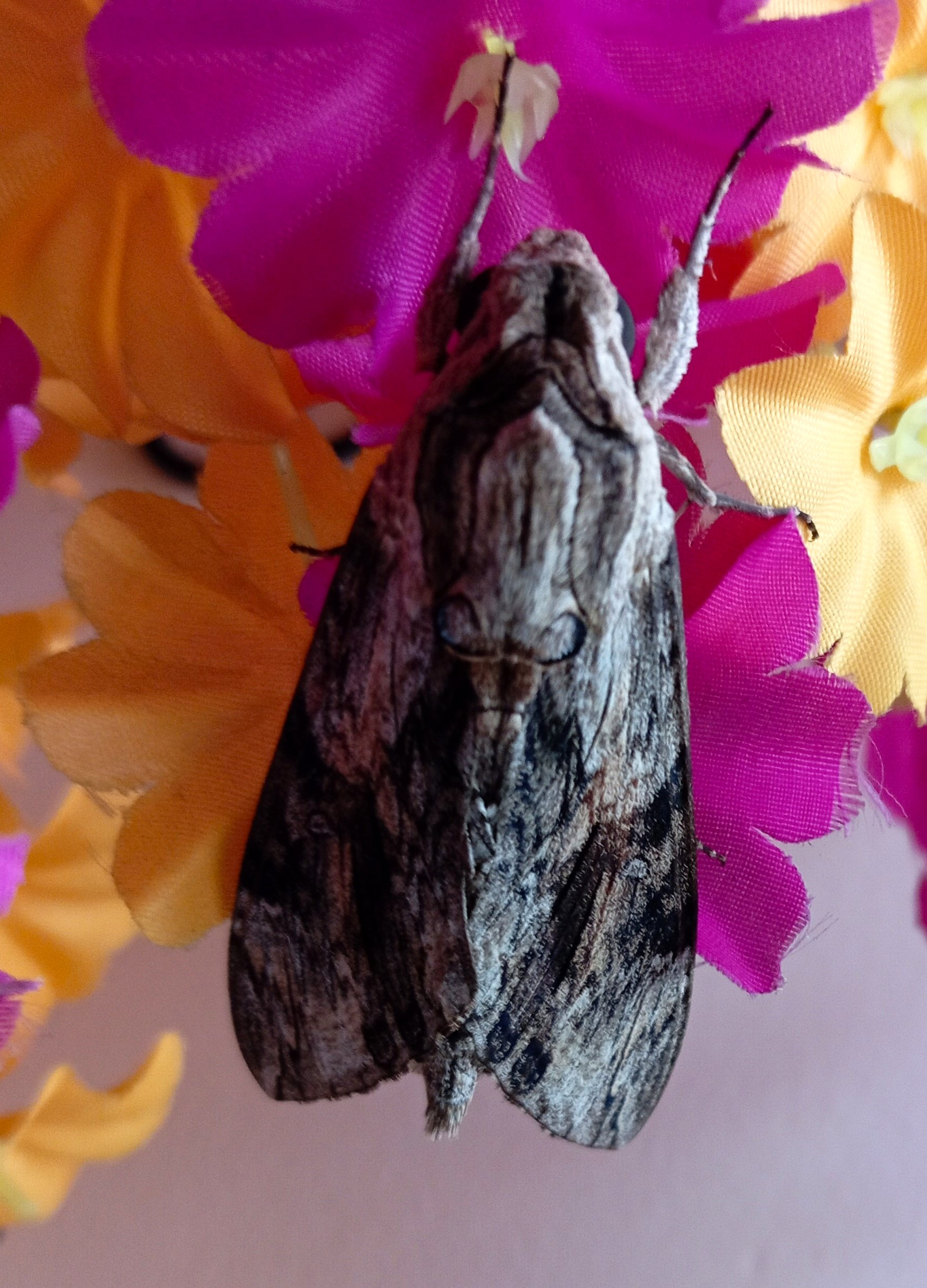
Uma mariposa em flores artificiais em Calcutá, Índia
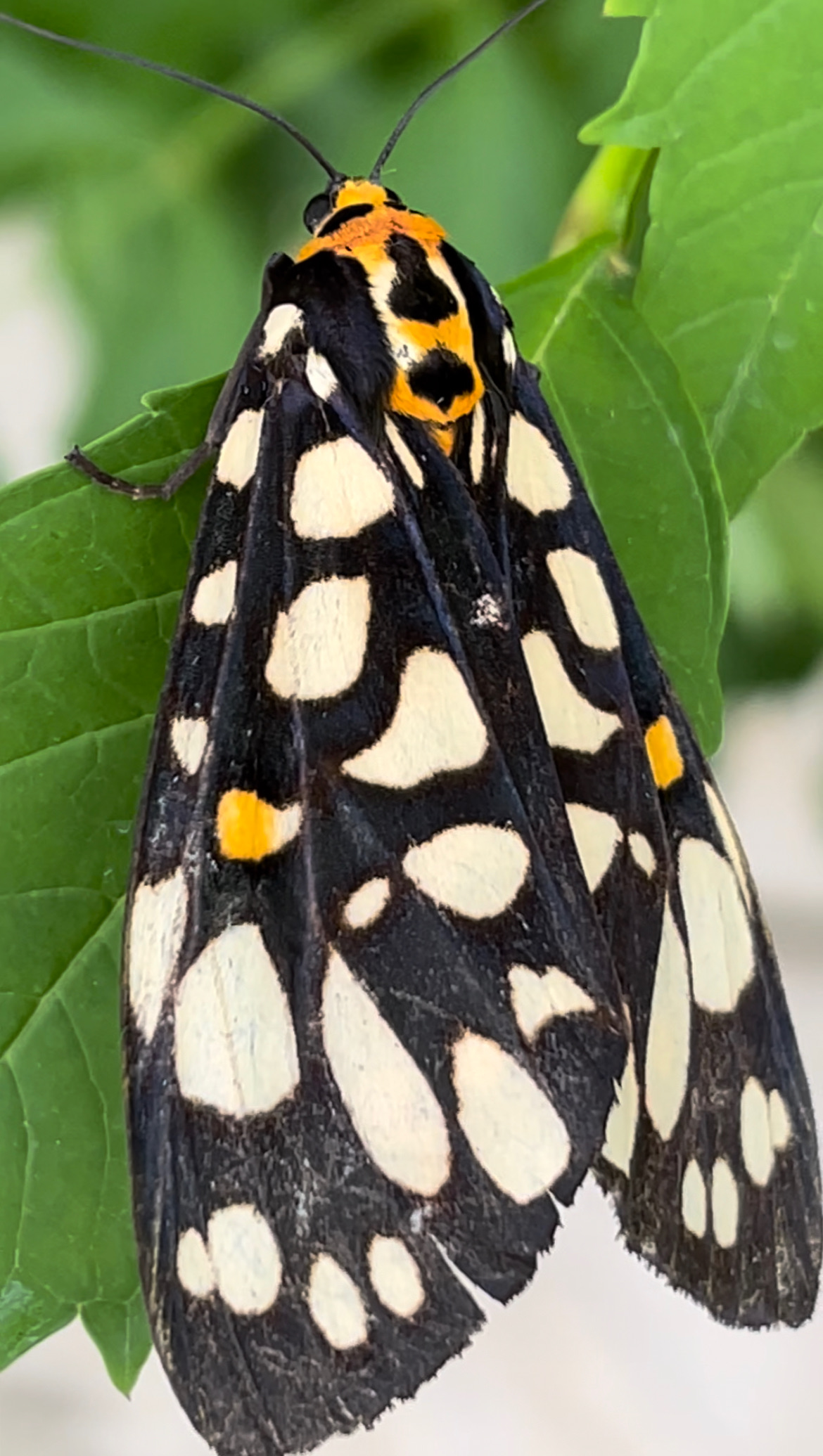
Mariposa-Tigre-de-Jardim (Aglaomorpha histrio)